# 海洋乡 (秀山县)
海洋乡，是中华人民共和国重庆市秀山土家族苗族自治县下辖的一个乡镇级行政单位。

## 行政区划
海洋乡下辖以下地区：
小坪村、一支村、岩院村、芭茅村、坝联村和五四村。